# William Thomas Blanford
William Thomas Blanford (ur. 10 października 1832, zm. 23 czerwca 1905) – brytyjski przyrodnik, zoolog, geolog. Wydawca słynnej serii: „The Fauna of British India, Including Ceylon and Burma”.